# Милан Т. Матковић
Милан Т. Матковић (Рудине, 1826 – Ужице, 1901) био је српски књижар. 

## Биографија

### Приватни живот
Милан Т. Матковић рођен је 1826. у селу Рудине. Отац му се звао Тома а мајка Марија. Као дечак, Милан Т. Матковић је био веома бистар и здрав, и сеоски живот му није одговарао. По својим душевним особинама Матковић је био неизмерно племенит човек, и по томе га сви памте. Увек је штитио и помагао сиромашнима. Није се женио, али је ипак безмерно волео и штитио децу и супротстављао се грубим родитељима. Милан Т. Матковић је био религиозан човек. У својој књижарској радњи је држао икону свога светитеља – Св. Јована Крститеља. Умро је 1909. године и сахрањен је на ужичком гробљу.

### Посао
Још јако млад, напустио је своје родно место и дошао је у Ужице. Ужице је у то доба било чувено трговачко место. Ту је упознао свог земљака Саву Поповић-Укропину, који му је касније помогао да добије посао код чувеног књижара Илије Неранџића. Радећи код Илије Неранџића се описменио, научио се лепом понашању и трговању. Наставио је ту да ради све до смрти Илије Неранџића, након које је основао књижарску радњу која је носила његово име.
У својој књижарској радњи продавао је поред књига и уџбеникка и друге артикле: кафу, шећер, памук, плоче, клинце, барут и друго. Брзо је задобио завидно поштовање у својој средини, па је убрзо изабран за часника општине. Касније је изабран и за владиног посланика у Владановој скупштини.

## Књижара
Милан Т. Матковић је био овлашћени државни књижар. Он је међу првима потписао уговор са Државном штампаријом о продаји књига које су излазиле у њеном издању. Његова књижарска радња је била тако уређена да се тражена књига могла веома лако наћи, што је било веома неуобичајено за то време. Тада није било рафова нарочито удешених за књиге, али су у Матковићевој радњи рафови били направљени од сандука у којима је роба долазила. Систем ређања књига био је такав да су књиге коричене тврдим повезом увек усправно ређане, веће позади, а мање напред, тако да су натписи били видљиви. Књиге које су коричене меким повезом, увек су биле полежено поређане како се не би гужвале. Остала роба била је уредно наслагана у другом крају дућана.
Дућан-књижара налазила се на месту званом Слануша. Дућан је био старински, а кров је био покривен каменим плочама. Матковић је пажљиво скупљао и чувао све бројеве српских званичних новина, па су код њега долазили сви које је нешто занимало да из њих прочитају.